# Go-Širakawa
Go-Širakawa (japonsky 後白河天皇, Go- Širakawa-tennó, 18. října 1127 – 26. dubna 1192) byl sedmdesátý sedmý císař Japonska v souladu s tradičním pořadím posloupnosti. Jeho vláda sice podle práva trvala od 23. srpna 1155 do jeho abdikace 5. září 1158, prostřednictvím systému klášterního císařství si však zřejmě udržel císařskou moc téměř po 37 let.
Posmrtně byl tento panovník z 12. století pojmenován po císaři Širakawovi z 11. století. Výraz go- (後) se doslovně překládá jako „pozdější“. Go-Širakawa tedy může být označován jako „pozdější císař Širakawa“. Jelikož se japonské go v některých starších pramenech rovněž překládalo ve významu „ten druhý“, mohl by tento císař být také označován jako Širakawa druhý či Širakawa II. 
Go-Širakawa byl de facto posledním opravdovým císařem, než se po jeho smrti v roce 1192 stali skutečnými vládci Japonska šógunové. Ti pak zemi vládli až do reforem císaře Meidžiho v roce 1868. 
Princ, jehož osobní jméno (imina) před nástupem na Chryzantémový trůn znělo Masahito (雅仁親王), byl čtvrtým synem 74. císaře Toby a jeho manželky Tamako Fudžiwary (1101─1145).

## Politická kariéra

### Počátek
Dne 22. srpna 1155 zemřel ve 14 roce své vlády císař Konoe, aniž zanechal jakéhokoli dědice. Bylo mu 17 let. Po císařově smrti se rozhořel spor o nástupnictví. Hlavními kandidáty byli syn odstoupivšího císaře Sutokua princ Šigehito a princ Morihito (známý později jako císař Nidžó), který byl synem císaře Go-Širakawy, tehdy ještě prince Masahita. Podle historického textu Gukanšó, jehož autorem byl buddhistický mnich Džien (1155─1225), snažila se manželka klášterního císaře Toby Nariko Fudžiwara (1117─1160) zvaná Bifukumon-in uplatnit i nárok své dcery Akiko (1137─1211). Společnost období Heian se však zásadně stavěla proti myšlence ženského vládce. Očekávalo se, že zvítězí princ Šigehito podporovaný ministrem zleva (sadaidžin) Jorinagou Fudžiwarou, ale dvorská šlechta soustředěná kolem Bifukumon-in a regenta Tadamičiho Fudžiwary se stavěla proti tomu, jelikož se obávala nárůstu Sutokuovy moci v roli klášterního císaře. Se zajištěnou podporou stávajícího klášterního císaře Toby byl připraven plán, že 29letý otec prince Morihita, princ Masahito, usedne na císařský trůn, aby jej zabezpečil pro svého syna do doby, než dosáhne patřičného věku. Přitom by se přeskočil obvyklý status korunního prince. Bývalého císaře Sutokua ovšem plán na vyřazení jeho potomků z následnické linie, poté co byl svým otcem donucen abdikovat ve prospěch svého mladšího bratra Narihita (Konoe), velice rozzuřil.

### Upevňování moci

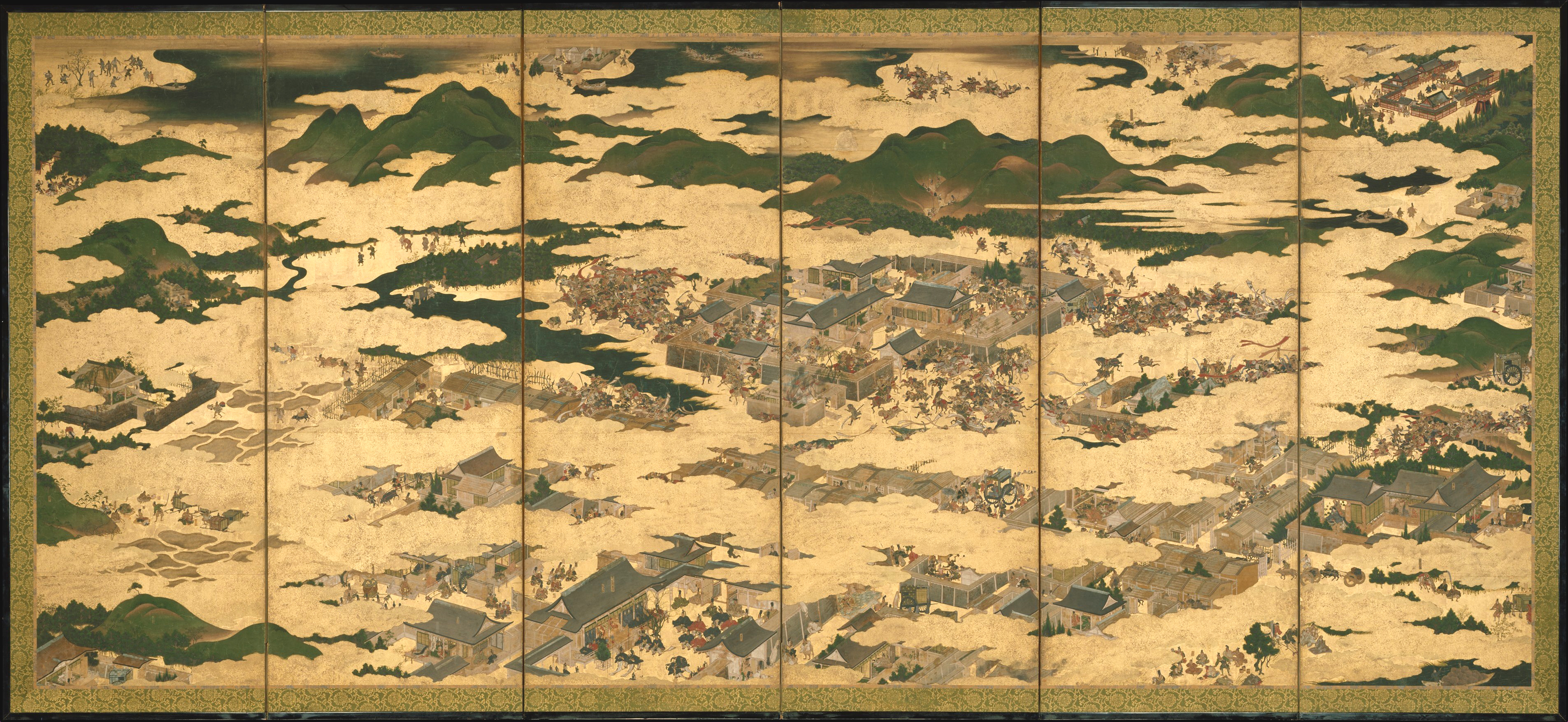
Vzpoura Hógen

Dne 20. července 1156 zemřel ve věku 54 let klášterní císař Toba. Brzy nato vypukla vzpoura Hógen. Jorinaga Fudžiwara, který se postavil na stranu bývalého císaře Sutokua, shromáždil několik set bojovníků, s nimiž se chtěl pokusit prosadit Sutokuovy následnické nároky a přisvojit si Go-Širakawův titul. Vládnoucímu císaři se však podařilo získat podporu dvou nejmocnějších válečnických rodů ─ Taira a Minamoto ─ prostřednictvím jejich vůdců Jošitoma Minamota a Kijomoriho Tairy. Společně pak snadno porazili Sutokuovu armádu, takže Go-Širakawa zůstal jediným vládnoucím císařem. Historik George Sansom tvrdí, že vzhledem ke skutečnosti, že průběh vzpoury Hógen řídily válečnické rody, představuje tento okamžik bod obratu v charakteru japonské politiky. Císařský rod ztratil veškerou autoritu a politickou scénu ovládly vojenské rody. Sansom tuto myšlenku dál rozvíjí tvrzením, že nedílnou součástí systému klášterní vlády (insei) byla bezpečnost, již tento systém poskytoval císařům, kteří často vstupovali do klášterů a stávali se buddhistickými mnichy, protože posvátnost mnichů a kněží byla neoddělitelnou součástí japonské kultury. Jelikož císaře Sutokua svrhly vojenské rody společně s Go-Širakawou, nemohla být jeho pozice rozhodně považována za bezpečnou. Vzpoura Hógen tak znamenala konec systému klášterní vlády.
Dne 5. září 1158 odstoupil císař Go-Širakawa z trůnu ve prospěch svého syna Morihita (守仁親王), který vešel později ve známost jako císař Nidžó. Go-Širakawa se poté stal císařem v pozadí a tuto pozici si udržel po dobu panování následujících pěti císařů, a sice Nidžóa, Rokudžóa, Takakury, Antokua a Go-Toby, až do své smrti 26. dubna 1192.

### Vláda Kijomoriho Tairy

Císař Nidžó prchá z císařského paláce.

Go-Širakawa byl zpočátku spojencem Kijomoriho Tairy, který začal obchodovat s Čínou a Go-Širakawu podporoval vojensky i finančně. Napětí mezi válečnickými rody Taira a Minamoto vyvrcholilo počátkem roku 1160 takzvanou vzpourou Heidži. Minamotové vedení Jošitomem Minamotem v tomto střetnutí prohráli a Tairové, jejichž hlavou byl Kijomori Taira, získali převahu. Jak Kijomori Taira dosáhl vrcholu své moci, dobré vztahy mezi ním a Go-Širakawou skončily. Z Kijomoriho se vyklubal arogantní a despotický vládce a příslušníci rodu Taira projevovali neskrývanou neúctu nejen k císařskému rodu, ale i k ostatním vysoce postaveným šlechtickým rodům. Například v roce 1170 pokořili příslušníci rodu úřadujícího regenta Motofusu Fudžiwaru, když se jeho doprovod střetl s družinou Kijomoriho syna Šigemoriho. 
Bývalý císař Go-Širakawa přijal v roce 1169 ve 42 letech kněžské svěcení, protože cítil, že už nedokáže Kijomoriho Tairu usměrňovat. Jeho nové buddhistické jméno znělo Gjóšin. Chování Kijomoriho Tairy navíc Go-Širakawu přimělo, aby podpořil plánovaný státní převrat, který vešel ve známost jako událost Šišigatani. Spiknutí však bylo prozrazeno a všichni, kdo se podíleli na jeho přípravě, byli potrestáni. Go-Širakawa byl prakticky uvězněn v paláci Tobain, jenž patřil zesnulému císaři Tobovi. 
Dá se říci, že sám Go-Širakawa dál posiloval moc Kijomoriho Tairy i poté, co se jejich spojenectví rozpadlo. V roce 1168 například donutil svého vnuka císaře Rokudžóa, aby odstoupil z Chryzantémového trůnu a uvedl na něj svého sedmého syna Norihita (憲仁親王). Norihito, budoucí císař Takakura, byl totiž synem Tairovy švagrové, a Kijomori Taira tak získal podobný rodinný svazek s císařským rodem, jaký měli Fudžiwarové. Taira se nyní mohl zmocnit pozice regenta a Go-Širakawa by mu v tom vzhledem tomuto svazku nemohl zabránit.

### Genpeiská válka

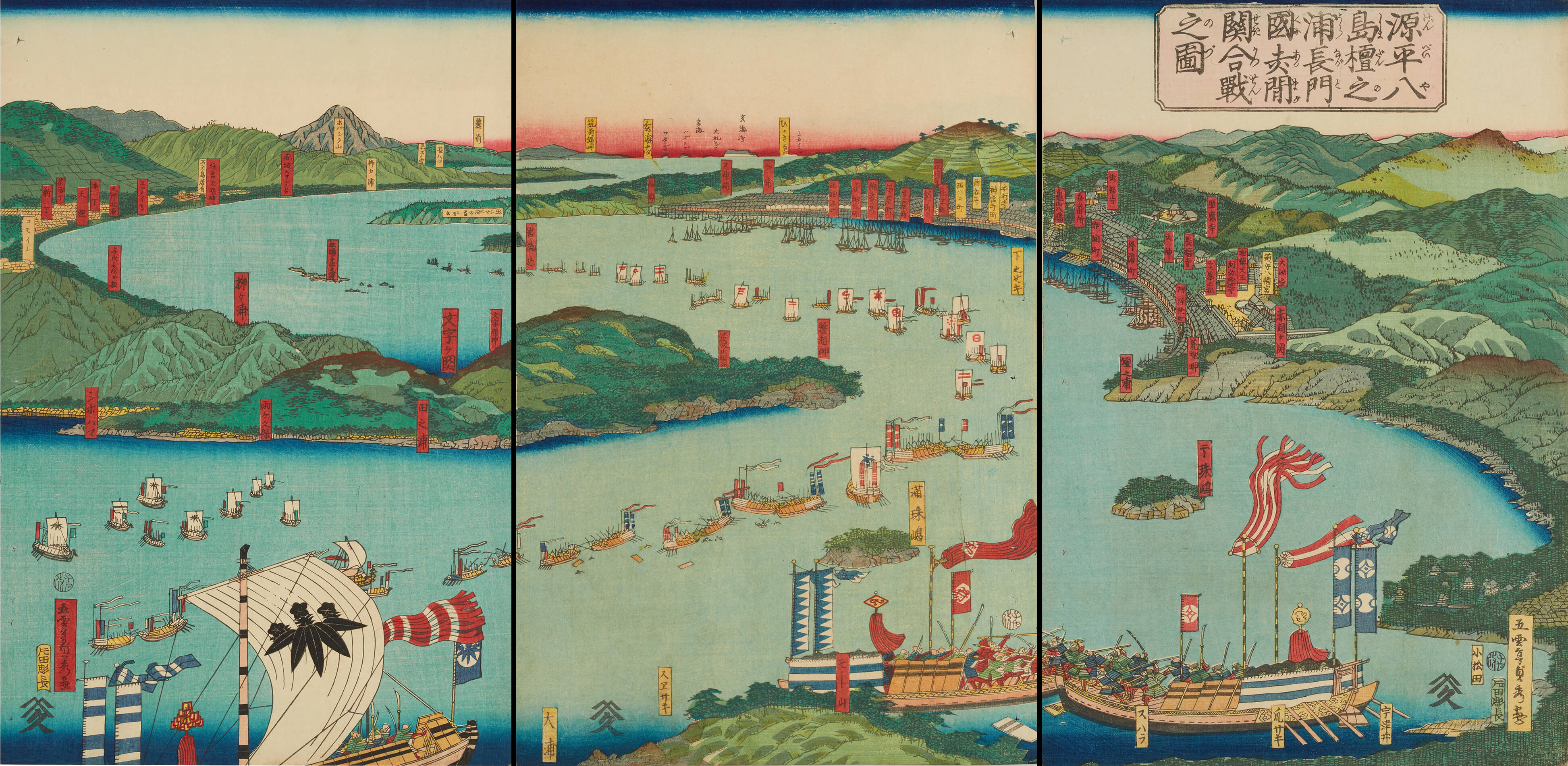
Bitva u Dannoury

Go-Širakawa plánoval, že znovu získá ztracenou moc prostřednictvím rodu Minamoto, jenž byl starým soupeřem rodu Taira. Po porážce z roku 1160 Minamotové v provinciích postupně nabývali zpět svoji ztracenou sílu, takže v květnu 1180 mohl Jorimasa Minamoto vyzvat svůj rod ve východních a severních provinciích do zbraně. Toto volání do zbraně bylo vydáno jménem prince Močihita († červen 1180), který byl kandidátem Jorimasy Minamota na císařský trůn. Jakmile se o tom Kijomori Taira dozvěděl, uvalil na Go-Širakawu ještě přísnější domácí vězení a požadoval uvěznění jeho syna Močihita. Ačkoli byla vzpoura potlačena, byla první z mnoha dalších, jež posléze vedly ke ztrátě převahy rodu Taira.
Válka, v níž nakonec zvítězil rod Minamoto, trvala celých 5 let. Minamotové se během ní těšili Go-Širakawově stálé podpoře. Bývalý císař udržoval po smrti Kijomoriho Tairy v roce 1181 spojení s pozdějším prvním šógunem kamakurského šógunátu Joritomem Minamotem. Roku 1183 vstoupila armáda Jošinaky Minamota do hlavního města Heian-kjó a umožnila tak Go-Širakawovi opět volný pohyb. Bývalý císař podnikl pouť do různých svatyní, při níž ho doprovázeli ozbrojení mniši, aby jej ochránili před napadením příslušníky rodu Taira. Go-Širakawa pak vydal Jošinakovi Minamotovi oprávnění spojit se s Jukiiem Minamotem, aby mohli zničit armádu Munemoriho Tairy, dědice Kijomoriho Tairy, a celý rod Taira, který byl Minamotům trnem v oku.
Go-Širakawa přispěl k porážce Tairů i tím, že se je pokusil přesvědčit, aby polevili ve své ostražitosti. V roce 1184 jim přislíbil, že pokud Tairové vrátí Japonské císařské regálie a mladého císaře Antokua, zprostředkuje jim příměří s rodem Minamoto. Díky tomu nebyli připraveni na neočekávaný rychlý útok Norijoriho Minamota a Jošicuneho Minamota v bitvě u Ičinotani v roce 1184, jež patřila k nejvýznamnějším bitvám celé války. 
Uvnitř rodu Minamoto, který Joritomo Minamoto držel jen s obtížemi pohromadě, docházelo během války k častým neshodám a bojům o moc. Poté co si Joritomo Minamoto zajistil v tomto boji o moc podporu bývalého císaře Go-Širakawy, zmocnil se Jošinaka Minamoto roku 1184 bývalého císaře a vypálil jeho palác Hódžúdži.
Po pokračujících svárech uvnitř rodu Minamoto a bojích s nepřátelskými Tairy, se Jošicunemu Minamotovi v roce 1185 konečně podařilo zcela zničit rod Taira v námořní bitvě u Dannoury.

### Pozdější život a smrt

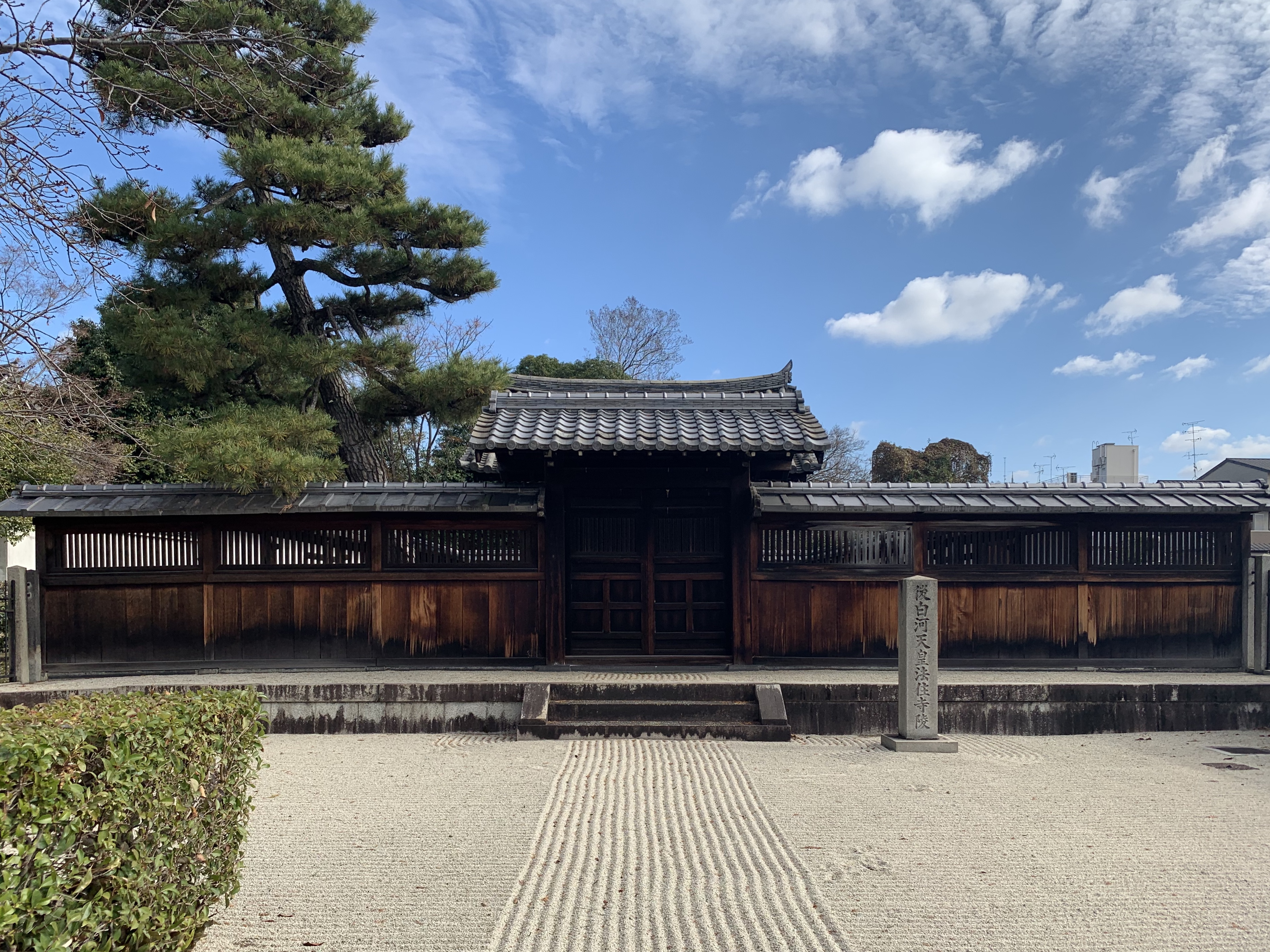
Hrobka císaře Go-Širakawy v chrámu Hódžúdži v Kjótu

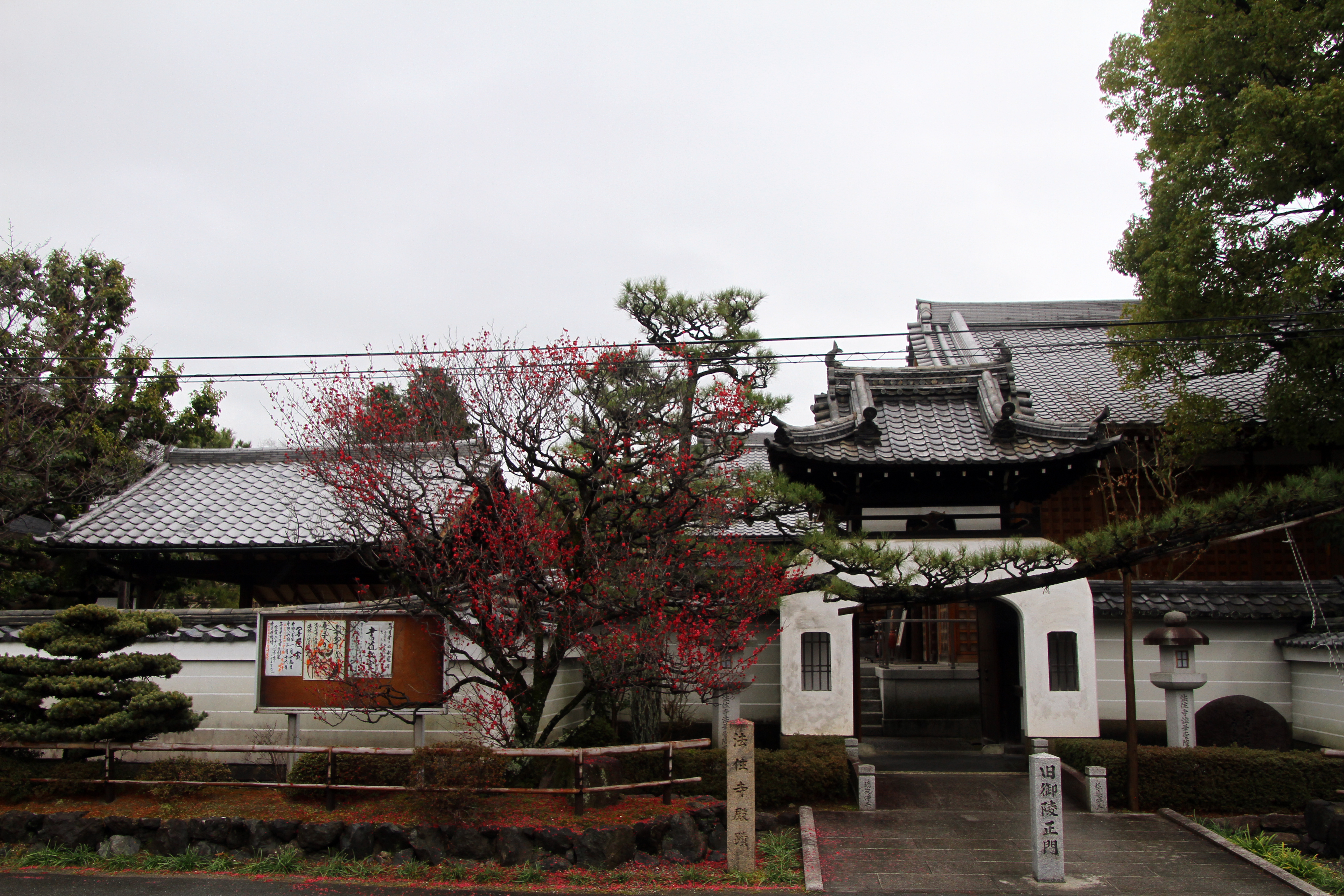
Brána chrámu Hódžúdži v Kjótu

Přestože se Joritomo Minamoto s Go-Širakawou koncem 80. let 11. století neshodovali na řadě věcí ohledně vnitřních záležitostí rodu Minamoto, po smrti Jošicuneho Minamota se spolu usmířili. Go-Širakawa Joritomovi dovolil založit Šógunát Kamakura ─ aby dosáhl pozice šóguna, potřeboval Joritomo získat císařovu autoritu a uznání.
Dne 26. dubna 1192 bývalý císař Go-Širakawa zemřel. Bylo mu 66 let. Byl otcem dvou císařů – 78. císaře Nidžóa a 80. císaře Takakury – a dědem tří císařů ─ 79. císaře Rokudžóa, 81. císaře Antokua a 82. císaře Go-Toby.
Místo, kde byl císař Go-Širakawa pohřben, je známé. Úřad pro záležitosti japonského císařského dvora stanovil svatyni Hódžúdži no misasagi v chrámu Hódžúdži v kjótské čtvrti Higašijama-ku jako mauzoleum, v němž je císař Go-Širakawa tradičně uctíván.

## Rodina
Císařský princ Masahito neboli císař Go-Širakawa měl asi 14 manželek, s nimiž zplodil nejméně 18 dětí, asi 12 synů a asi 6 dcer. Jeho prvorozený syn, císařský princ Morihito (守仁親王), se posléze stal císařem Nidžóem. Jeho sedmý syn, císařský princ Norihito (憲仁親王), poté usedl na trůn jako císař Takakura.